# Maria Nordman

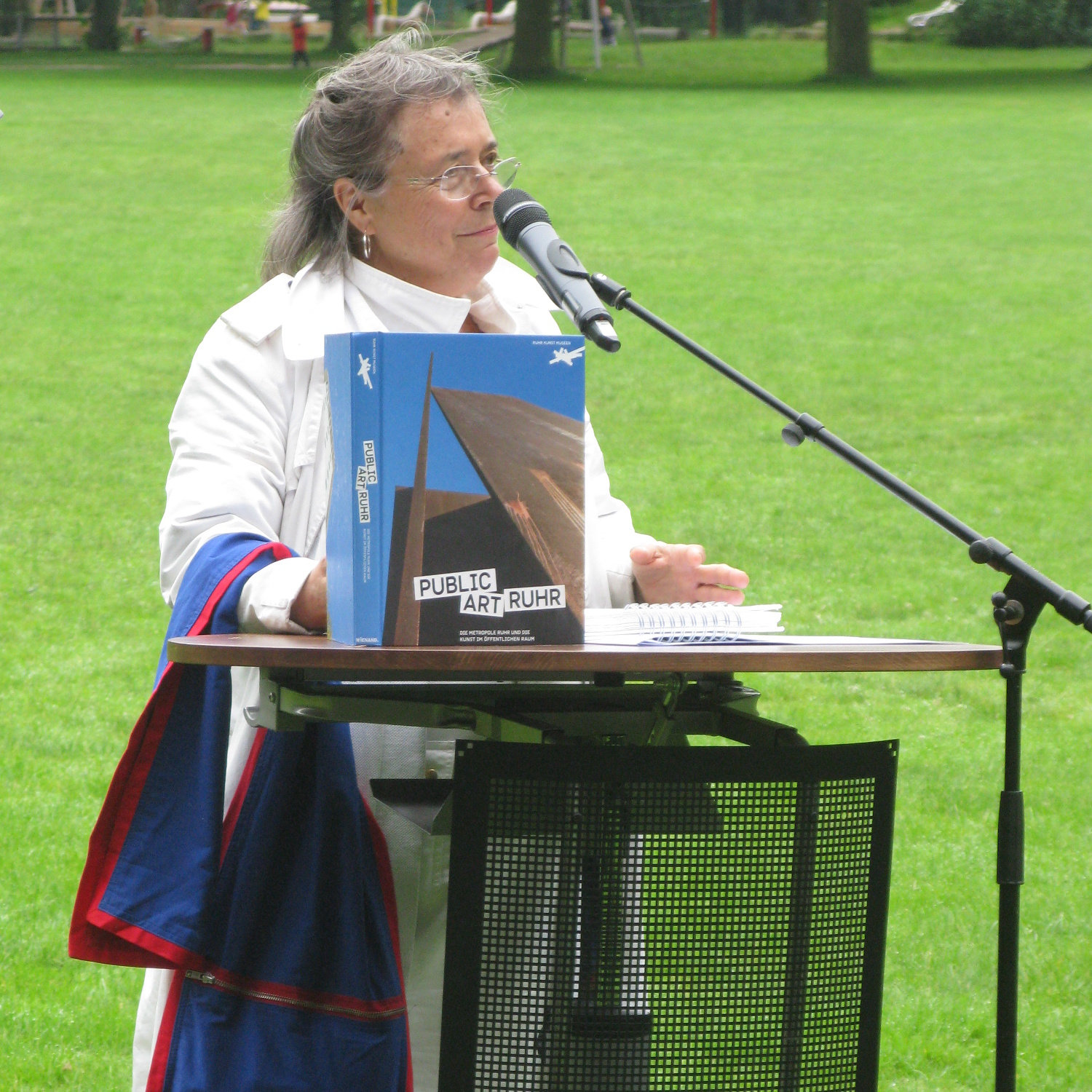
Maria Nordman am 21. Juni 2016 in Essen

Maria Nordman (*  22. Juni 1943 in Görlitz) ist eine deutsch-US-amerikanische Plastikerin und Konzeptkünstlerin.

## Leben und Werk
Nordman ist in Deutschland geboren, in Frankreich aufgewachsen und schloss 1967 ihr Studium der Musik, Kunst, Skulptur und des Films an der Universität von Kalifornien in Los Angeles ab. Sie lebt in Santa Monica in Kalifornien.
Von 1967 bis 1969 schuf Nordman Film-Environments und Laserprojektionen. Seit 1970 konzipiert sie Orte, die mit minimalen Mitteln (wie Sonnenlicht, Farbe, Luft, Wasser und Ton) komplexe ästhetische Wirkungen erreichen. Der Mensch wird zu einem Teil dieser Räume.

„Sie bringt die Elemente Licht, Luft, Erde und Wasser in die Stadt, kreiert Orte im öffentlichen Raum, versteht ihre Arbeiten als Angebote. Das, was dann entsteht, ist laut Nordman ein »attention field«. Die Menschen sollen hier die Kräfte der Natur spirituell erleben.“

Nordman arbeitet seit Jahren an dem Konzept der Conjunctive New City. Dabei werden in Glas gerahmte Zeichnungen und Collagen, die in eigens dafür hergestellten Holzkisten stehend aufbewahrt werden (Standing Pictures), während der Ausstellung von den Besuchern zur Betrachtung aus den Kisten herausgezogen, um sie anzuschauen. Dadurch werden sie zeitgleich dem Sonnenlicht ausgesetzt.
Ungewöhnliche Konzepte werden von Nordman für den öffentlichen Raum geschaffen. Damit werden immer wieder neue Diskussionen angeregt. Nordman hat mehrere theoretische Abhandlungen zu den Themen Raum und Skulptur verfasst.

## Ausstellungen

### Einzelausstellungen (Auswahl)
- 2016 INSEL WERDEN 1984 – HEUTE: auf der Brehm-Insel in Essen-Werden; neu enthüllt am 21. Juni 2016; siehe Video. Weiteres Werk in Essen: LA PRIMAVERA auf dem Gelände des UNESCO-Welterbes Zeche Zollverein

- Ab Juni 2013 Geo-Aesthetics SMAK Stedelijk Museum voor Actuele Kunst, Gent
- 2011 Cambio de paradigma – Colección Serralves años 60-70, Museo de Arte Contemporáneo de Castilla y León, Léon
- 2011 Filmroom: Smoke, 1967-Present Los Angeles County Museum of Art, Los Angeles[3][4]
- 2010 Inter-presence. Un Livre – Une Communaute castillo/corrales, Paris
- 2007 Maria Nordman Museu de Arte Contemporânea, Porto
- 2005 Treballs a la Ciutat – Centre d'Art Santa Mònica, Barcelona
- 1997 Some early works Museum Folkwang, Essen
- 1996 De Theatro Staatsgalerie Stuttgart, Stuttgart
- 1993 De Musica – New Conjunct City Proposals, Westfälisches Landesmuseum Münster, Kunstmuseum Luzern u. a.
- 1991 Ohne Titel 1989 – und andere Arbeiten LWL-Museum für Kunst und Kultur, Münster
- 1991 Maria Nordman Renaissance Society in Chicago
- 1983 Maria Nordman, Westfälischer Kunstverein Münster (und auf dem Domplatz in Münster)
- 1982 A vessel De Appel, Amsterdam
- 1982 Ein Schiff Tjoba, Erzberger Ufer Bonner Kunstverein, Bonn
- 1980 Maria Nordman Modern Art Museum of Fort Worth, Fort Worth
- 1980 Maria Nordman Dallas Museum of Art, Dallas
- 1977 Maria Nordman Kunstraum München, München

### Gruppenausstellungen (Auswahl)
- 2012 Les Prairies Les Ateliers de Rennes, Biennale d'art contemporain, Rennes
- 2011 Arte Povera International Castello di Rivoli Museo d'Arte Contemporanea, Turin
- 2011 Under the Big Black Sun: California Art 1974–1981 Museum of Contemporary Art, Los Angeles, Los Angeles
- 2010 How Many Billboards? MAK Center, Los Angeles
- 2010 Water Walk Maison des arts Georges Pompidou, Cajarc
- 2010 Castillo / Corrales The Social Life of the Book SBKM De Vleeshal, Middelburg
- 2009 Serralves 2009 – The Collection, 1st Part – Museu Serralves – Museu de Arte Contemporânea, Porto
- 2008 A Town (Not a City) – Kunst Halle Sankt Gallen, St. Gallen
- 2006 Kunst aus Los Angeles der 60er bis 90er Jahre Kunstverein Braunschweig, Braunschweig
- 2006 Los Angeles 1955–1985 The birth of an art capital Centre Pompidou – Musée National d’Art Moderne, Paris
- 2006 und es bewegt sich doch Museum Bochum, Bochum
- 2006 Ponto de Fuga: Obras da Colecção da Fundação de Serralves Centro Cultural de Lagos,  Lagos
- 2005 Modèles modèles Musée d’Art moderne et contemporain, Genf
- 2004 Kunst im Bahnhof Arp Museum Bahnhof Rolandseck, Remagen
- 2004 Die Künstlereditionen des Kunstmuseums Luzern Kunstmuseum Luzern, Luzern[5]
- 2001 Locus Focus Sonsbeek 2001 – Museum Arnhem – MMKA, Arnhem
- 2000 Library Margo Leavin Gallery, Los Angeles
- 1999 Primarily structural MoMA PS1, Long Island
- 1999 Espace, modes d'emploi Centre d'art passerelle, Brest
- 1998 Early forms Galerie Chantal Crousel, Paris
- 1998 Espace à construire Centre d´art contemporain, Pougues-les-Eaux
- 1997 Skulptur.Projekte, Münster[6][7]
- 1997 47. Biennale von Venedig, Venedig
- 1997 collection summer 1997 MuHKA Museum voor Hedendaagse Kunst Antwerpen, Antwerpen
- 1995 1965–1975: Reconsidering The Object Of Art Museum of Contemporary Art, Los Angeles, Los Angeles
- 1991 Carnegie International Carnegie Museum of Art, Pittsburgh
- 1991 Für die Ankommenden; Genannt / Nicht Genannt[8]
- 1986 PAPIER, Bestandsaufnahme XIII Galerie m Bochum, Bochum
- 1989 Room with two doors, Situation Kunst (für Max Imdahl)[9]
- 1989 une autre affaire Le Consortium, Dijon
- 1989 Pas à côté, pas n'importe où Villa Arson, Nizza
- 1987 documenta 8, Kassel
- 1987 Music Which Passes the Building Kunsthalle Fridericianum, Kassel
- 1987 Skulptur.Projekte, Münster
- 1986 Chambres d'amis SMAK Stedelijk Museum voor Actuele Kunst, Gent
- 1982 documenta 7, Kassel
- 1977 documenta 6, Kassel
- 1976 37.  Biennale von Venedig, Venedig[10][11]

## Auszeichnungen (Auswahl)
- 2001 Anonymous Was A Woman Preis
- 1993 Rolandpreis für Kunst im öffentlichen Raum[12]